# (500012) 2011 QD34
(500012) 2011 QD34 es un asteroide perteneciente al cinturón de asteroides, descubierto el 24 de agosto de 2011 por el equipo del Pan-STARRS desde el Observatorio de Haleakala, Hawái, Estados Unidos.

## Designación y nombre
Designado provisionalmente como 2011 QD34.

## Características orbitales
2011 QD34 está situado a una distancia media del Sol de 3,137 ua, pudiendo alejarse hasta 3,802 ua y acercarse hasta 2,472 ua. Su excentricidad es 0,211 y la inclinación orbital 12,19 grados. Emplea 2029,81 días en completar una órbita alrededor del Sol.
Los próximos acercamientos a la órbita de Júpiter se producirán el 30 de marzo de 2065, el 26 de septiembre de 2075 y el 27 de abril de 2086, entre otros.

## Características físicas
La magnitud absoluta de 2011 QD34 es 16,3.